# Tirantes de reacción

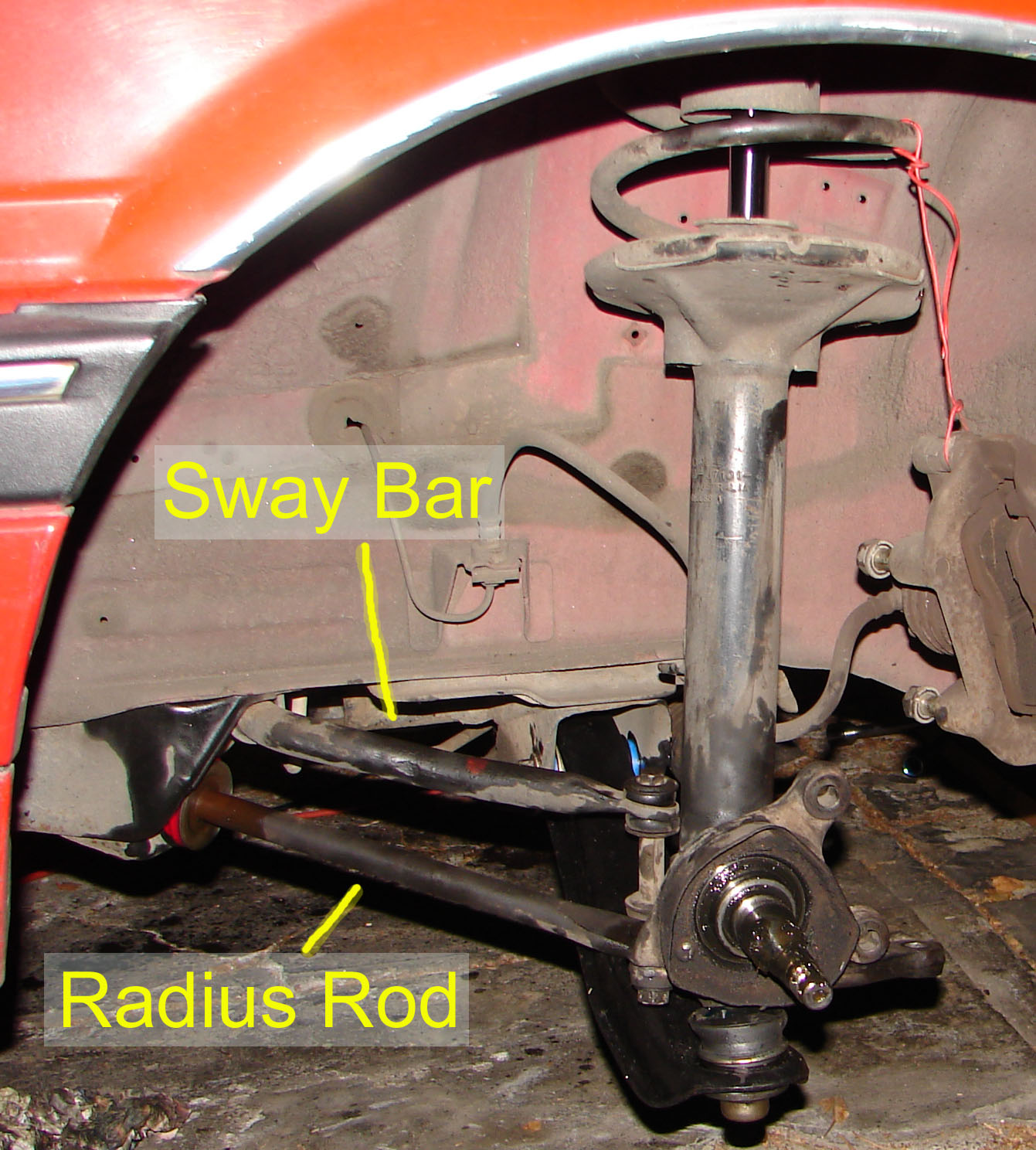
Suspensión delantera del Nissan 280 ZX

Un tirante de reacción ( también llamado barra reactora o en ocasiones brazo de empuje y reacción), es un brazo de la suspensión dedicado a controlar los movimientos parásitos de una rueda producto del par de reacción (frenado) y generalmente también del de empuje. 
Los tirantes pueden controlar tanto la tendencia del eje a girar sobre sí mismo al acelerar o frenar (sobre el radio de su eje, de ahí su nombre "radious rods" en inglés) como el movimiento del eje hacia delante o detrás ("fore-aft rods" en iglés). Los tirantes de reacción se emplean también en aeronaves con trenes de aterrizaje no retráctiles. 
El tirante está conectado mediante silentblocks metalícos o de goma a una rueda o eje por un lado y al chasis del vehículo por otro. Están instalados por lo general por delante de la rueda, de este modo controlan el hundimiento del eje bajo par de frenada y su levantamiento bajo par de aceleración. 
Son en general necesarios en las suspensiones basadas en brazos transversales como en la suspensión Mc Pherson, en los triángulos superpuestos o en los ejes oscilantes. En estos casos de no existir el tirante la rueda carecería de control longitudinal y radial ante el par de frenado. Un ejemplo es la suspensión trasera del Renault 8 que añadió un tirante de reacción a la primitiva suspensión de sus antecesores los Renault 4CV y Renault Dauphine para evitar las modificaciones de convergencia fruto del desplazamiento longitudinal de la rueda trasera al frenar.
En sistemas basados en brazos longitudinales, como el la suspensión por brazos tirados o en las transimisiones semi-Hotchkiss, son los propios brazos tirados, denominados "brazos de empuje y reacción" en los ejes de propulsión, los encargados de controlar los desplazamientos parásitos en sentido longitudinal, haciendo en general innecesario su uso. 
En los vehículos con ballestas longitudinales, como los que utilizan transmisión Hotchkiss, las propias ballestas proporcionan cierto control longitudinal de la rueda. Incluso en estos sistemas con ballestas se utilizan en ocasiones tirantes de reacción suplementarios para control del par, especialmente en vehículos con gran par motor como los vehículos de competiciones de acelearación "dragsters". 
En algunos vehículos equipados con ballestas semielípticas como los vehículos de la Chrysler Corporation en la década de los años 60 el eje se montaba de modo que la longitud de la porción de ballesta que quedaba por detrás fuera mayor que la anterior, mejorando el control del vehículo en aceleración al deformarse menos ballesta. A cambio el control que ejercían en frenado podía ser insuficiente, siendo posibles rebotes en frenadas fuertes.
En otros casos, como en la suspensión posterior del Oldsmobile Toronado de 1966, vehículo de tracción delantera con suspensión posterior por ballestas se utilizan los amortiguadores para controlar el par de reacción sobre el puente posterior, de modo que los propios amortiguadores evitaban que el tren rotase sobre sí mismo al frenar, evitando el retorcimiento de las ballestas.
Al formar parte de la masa no suspendida de la suspensión del vehículo se fabrican en materiales ligeros como acero prensado o aluminio. En la actualidad los avances en materiales compuestos permiten diseñar brazos de suspensión también en materiales plásticos, aunque aún no se ha popularizado su uso.
- Datos: Q7281396